# وارشانی
وارشانی (به مجاری:  Varsány) یک منطقهٔ مسکونی در مجارستان است که در نوگراد واقع شده‌است. وارشانی ۲۵٫۵۸ کیلومتر مربع مساحت و ۱٬۶۰۳ نفر جمعیت دارد.